# Collectif Métissé
Collectif Métissé est un groupe musical français, formé en 2009.
Le groupe est catégorisé « révélation de l’année »[Par qui ?] en 2009 et 2010, et ses singles atteignent les charts français. En 2017, la vingtaine de singles qu'ils ont sortis jusque-là totalisent 500 000 exemplaires vendus.

## Biographie
Le groupe est formé en 2009 sous l'impulsion de Soma Riba, leader et producteur du Collectif. C'est avec leur premier single, Laisse-toi aller bébé (ou Laisse-toi aller BB), produit par le label VMusic Production, que Collectif Métissé est popularisé au cours de l'été 2009. Cette même année, le groupe est catégorisé « révélation de l’année », et atteint la deuxième place du top 100 français des titres les plus vendus pendant quatre semaines et neuf semaines en tout dans les cinq premiers (du 20 juillet au 7 septembre). Leur deuxième single On n'est pas couché sorti hors saison estivale connaît un succès moindre ; il se hisse jusqu'à la sixième place en novembre 2009, et permet au groupe de s'installer dans la scène musicale française. En mars 2010, le troisième single, Collectif Métissé, reste moins diffusé que les deux singles précédents, atteignant la 7e place des charts français. En juillet 2010, leur single Debout pour danser est classé numéro 1 des clubs, et reste dans les charts français pendant 30 semaines. En 2010, le groupe est de nouveau catégorisé « révélation de l’année »
En été 2011, le groupe sort son single Laisse tomber tes problèmes, avec un extrait de Sing Hallelujah (Dr Alban). Suivront 2 autres tubes : Sexy Lady et Destination Rio. Pour promouvoir ces tubes, ils jouent dans divers endroits comme la discothèque l'Apocalypse New d'Hambye. L'été 2012 sort le single Z Dance, catégorisé dans le genre zumba. Ils jouent à cette période à divers endroits, y compris à Condac. Pour l'automne 2012 sort une reprise d'un des membres (Saint Ange) qui s'intitule Ma demoiselle. Leur troisième album, intitulé Y'a plus K danser, sort le lundi 17 décembre 2012. Le groupe joue à l'Olympia le vendredi 31 octobre 2014, et participe à la tournée Rendez-vous avec les Stars.
Le 15 juin 2015 sort le nouvel album Rendez-vous au soleil incluant le DVD de leur concert à l'Olympia. À cette occasion, ils tournent le clip de la chanson-titre au Club Marmara Playa Blanca et au SplashWorld de Lanzarote. En 2017, la vingtaine de singles qu'ils ont sortis jusque-là totalisent 500 000 exemplaires vendus. Cette même année, le groupe sort l'album Fan des années 80 et sa suite, Fan des années 80, la suite. Mika V rejoint le groupe en 2018, et participe à l'écriture des nouveaux morceaux tout en poursuivant une carrière en solo. En juin 2018, le groupe sort l'album Sur la route, puis l'année suivante, l'album Décennie, avec lequel il fête sa dixième année d'existence, contenant 12 titres inédits et 12 nouvelles versions de ses anciens tubes.
En juin 2021, le collectif sort Danza Latino, un album exclusivement chanté en espagnol, au label MCA. En septembre 2022, Saint Ange annonce son départ du groupe après 12 ans passé avec les autres membres. « Par ce message, je vous annonce mon départ du Collectif Métissé... Merci pour ces 12 années ensemble, et plus particulièrement à mon frère Yannick et ma Padawan Adorée Ilona. Bon vent au groupe, une formidable machine pour oublier ses problèmes. Continuez de rependre le sourire et la bonne humeur », écrit-elle sur sa page Facebook. Toujours en 2022, le groupe s'affiche dans plusieurs spectacles comme la foire-expo de Vierzon en septembre 2022 et la saison culturelle 2023 au Malesherbois en décembre 2022.

## Membres

### Membres actuels

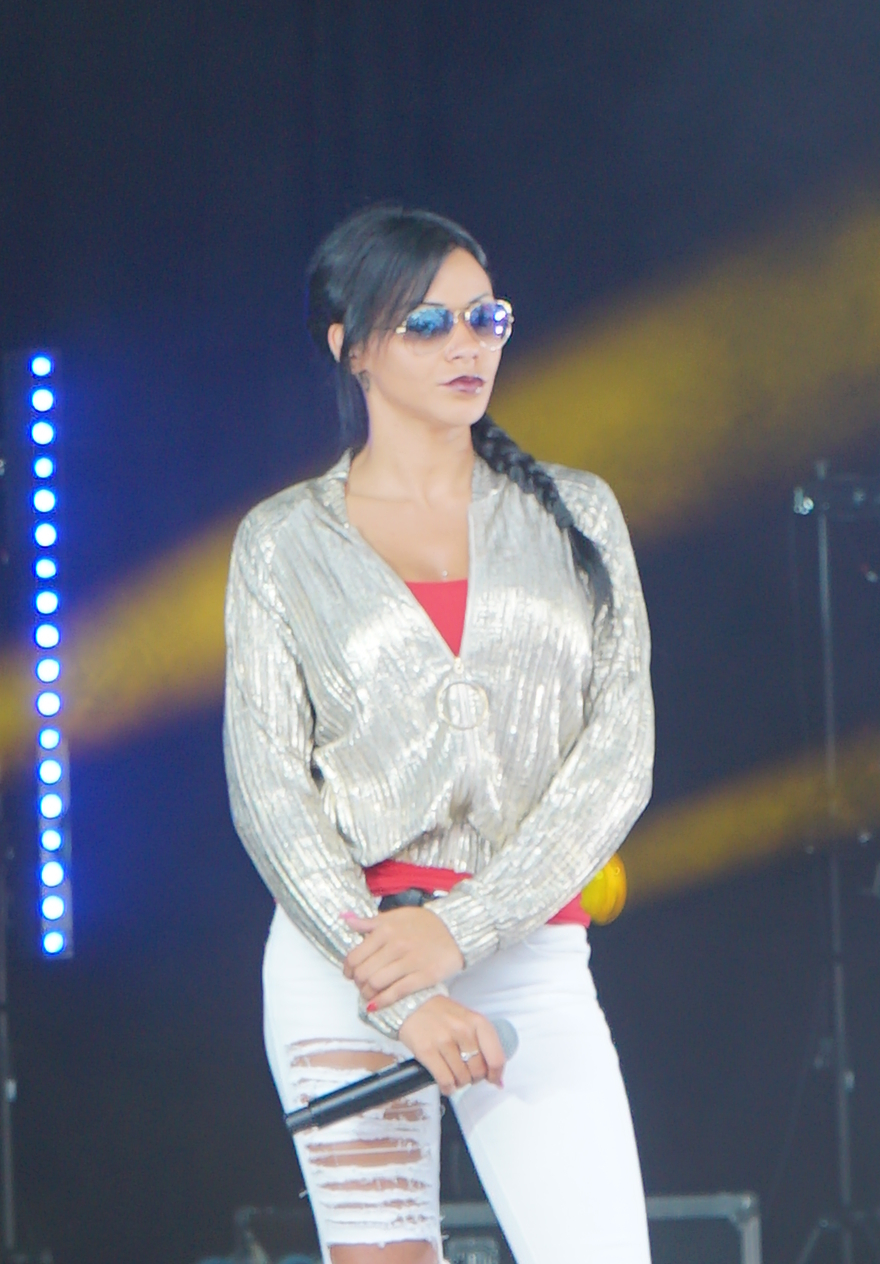
Amélie Wade.

- Soma Riba (de son vrai nom Claude José Somarriba) — DJ, chant, créateur, auteur, compositeur et producteur du Collectif[4] (depuis 2009)
- Nadia Lahcene — chanteuse franco-marocaine et compagne de Soma Riba
- Amélie Wade — chant
- Julio — chant
- DJ Boogy — DJ
- Igor
- Johann Flavien
- Kenny

### Anciens membres
- DJ Fou (pendant 3 ans[19], au début des années 2010).
- Mika V (2018—??)
- Saint Ange (2010—2022)
- Olena
- Carmelo
- Willy William
- Rod (début 2012—2017)

## Discographie

### Classements

#### Albums
| Année | Albums                        | Meilleure position | Certification |
| Année | Albums                        | France             | Certification |
| ----- | ----------------------------- | ------------------ | ------------- |
| 2009  | Collectif Métissé             | 49                 | Or            |
| 2010  | L'esprit de la fête           | 75                 |               |
| 2011  | Destination soleil            | 29                 |               |
| 2012  | Ya plus K danser              | 79                 |               |
| 2014  | Destination fiesta            | 6                  | Or            |
| 2014  | Tout va bien                  | 33                 |               |
| 2015  | Rendez-vous au soleil         | 14                 |               |
| 2016  | Destination été               | 26                 |               |
| 2017  | Fans des années 80            | 39                 |               |
| 2017  | Fans des années 80 - La suite | 116                |               |
| 2018  | Sur la route                  | 56                 |               |
| 2019  | Décennie                      | 63                 |               |
| 2020  | Collectif Fiesta Party        | 86                 |               |
| 2021  | Danza Latino                  | 54                 |               |
| 2022  | Fiesta Latina                 | 41                 |               |
| 2023  | ¡ Viva la Fiesta !            | 191                |               |
| 2024  | Mega Fiesta                   | 180                |               |

#### Singles
| Année | Singles                     | Meilleure position | Album                 |
| Année | Singles                     | France             | Album                 |
| ----- | --------------------------- | ------------------ | --------------------- |
| 2009  | Laisse-toi aller bébé       | 2                  | Collectif Métissé     |
| 2009  | On n'est pas couché         | 6                  | Collectif Métissé     |
| 2010  | Collectif Métissé           | 7                  | Collectif Métissé     |
| 2010  | Debout pour danser          | 1                  | L'esprit de la Fête   |
| 2010  | L'été toute l'année         | 9                  | L'esprit de la Fête   |
| 2011  | Laisse tomber tes problèmes | 8                  | Destination Soleil    |
| 2011  | Sexy Lady                   | 20                 | Destination Soleil    |
| 2012  | Destination Rio             | 38                 | Ya plus K Danser      |
| 2012  | Z Dance                     | 29                 | Ya plus K Danser      |
| 2013  | Mariana                     | 181                | Rendez-vous au soleil |
| 2014  | Hey! Baby                   | 87                 | Destination fiesta    |
| 2015  | Rendez-vous au soleil       | 160                | Rendez-vous au soleil |